# Templo Positivista de Porto Alegre

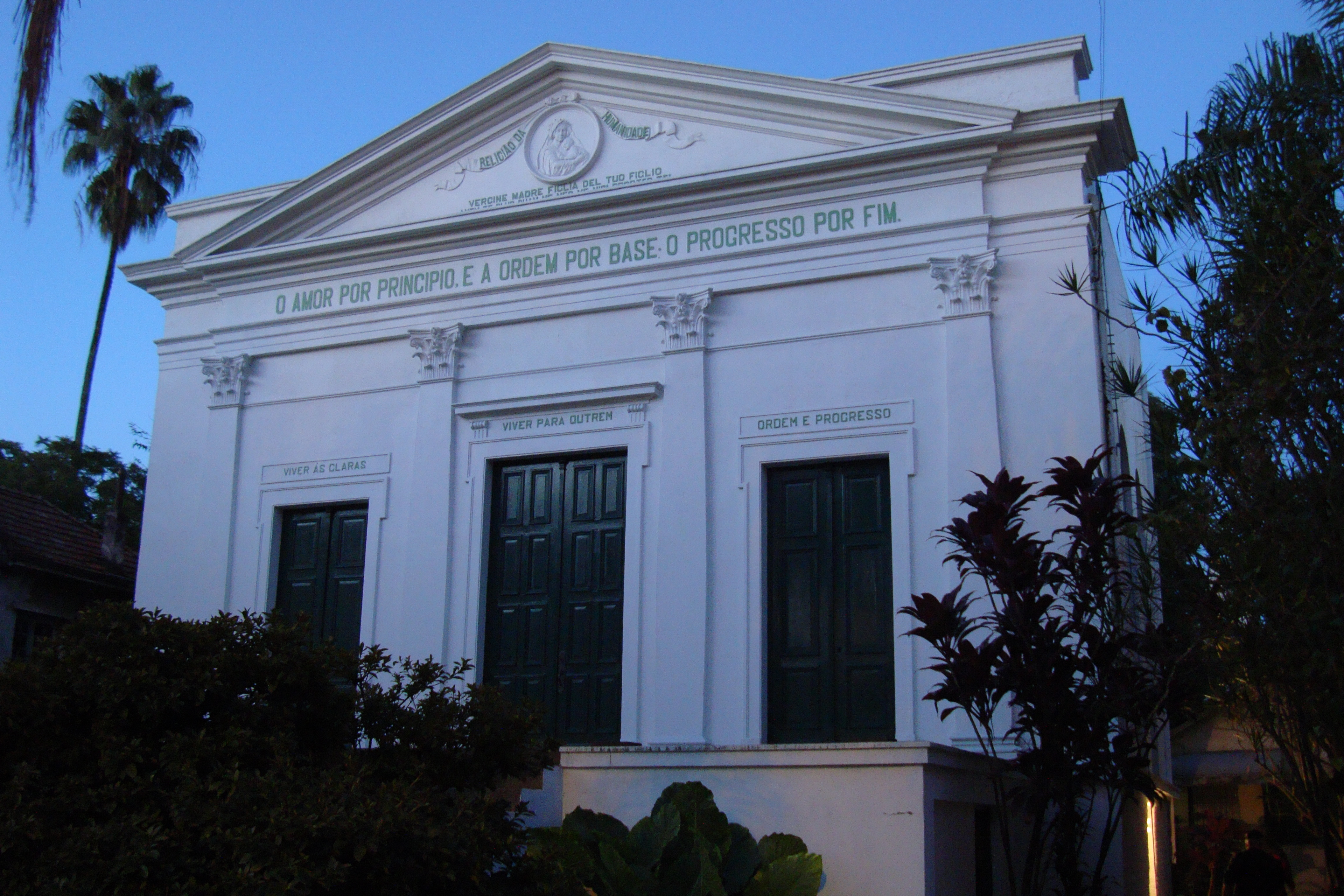
Templo Positivista de Porto Alegre.

O Templo Positivista de Porto Alegre é um prédio histórico localizado na Avenida João Pessoa, junto ao Parque Farroupilha, e cuja construção data do início do século XX. O templo abre aos domingos para visitação.
É um dos dois templos positivistas do mundo, sendo que o outro esta localizado no Rio de Janeiro. Em Curitiba e na França existem capelas. Paris foi onde o positivismo criado por Auguste Comte teve seu início, no século XIX, e que, entre outras coisas, determinava como deviam ser os templos. É também um dos dois únicos templos positivistas que foram construídos expressamente com esta função; o outro templo situa-se no Rio de Janeiro, onde fica a sede da Igreja Positivista do Brasil é tombado pelo Instituto Estadual do Patrimônio Cultural do Rio de Janeiro (INEPAC).
O positivismo é um culto de amor e reconhecimento pelos parentes, pelos grandes homens, pelas instituições sociais, pela pátria e pelos antepassados. É um sistema de vida moralizador, um regime sem distinções de classe, cor e raças, de uma vida sem conflitos, tendo como principal interesse o coletivo e não individual, e que organiza a vida social pelos moldes científicos. O seu lema fundamental é O amor por princípio, e a ordem por base, o progresso por fim.

## Histórico

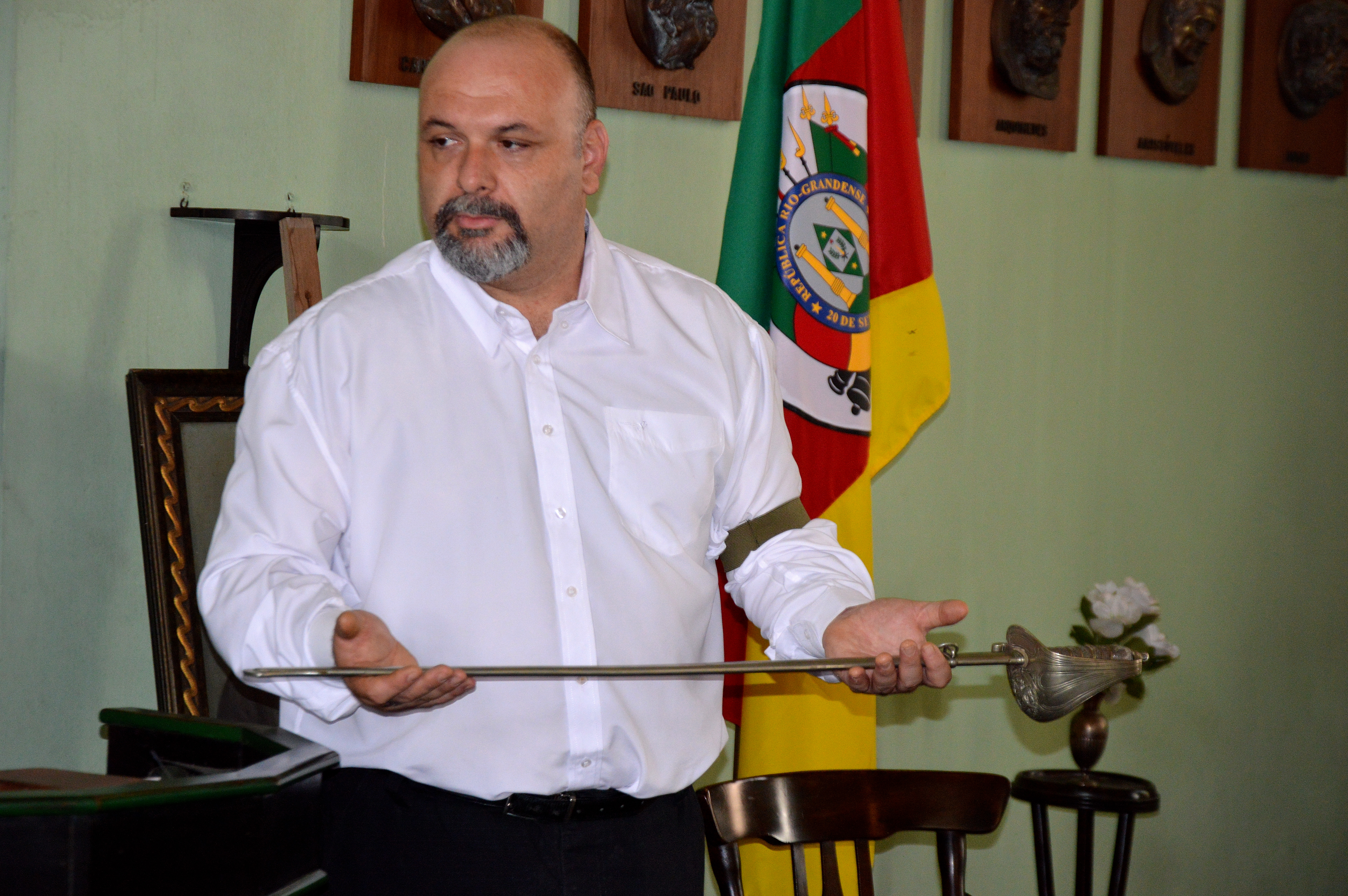
Erlon Jacques de Oliveira em sua cerimônia de posse como Guardião do Templo em 27 de outubro de 2013.

O Templo Positivista de Porto Alegre já foi frequentado por muitos dos políticos gaúchos. Em 1912, eles compraram o terreno onde foi construído o templo, que foi terminado somente 16 anos depois. Com a Segunda Guerra Mundial, muitos dos adeptos se afastaram, fazendo com que a célula positivista riograndense se desintegrasse. Hoje, o templo conta com pouco mais de trinta seguidores em todo o estado.[carece de fontes?]
No final da década de 1930, com o falecimento ou mudança de muitos seguidores, o templo caiu em desuso: a família de Carlos Torres Gonçalves mudou para o Rio de Janeiro, seguida das mortes de Faria Santos, Homem de Carvalho e Azambuja Cidade; neste mesmo período nenhum gaúcho aderiu à Igreja Positivista do Brasil.
Na falta de membros a capela ficou, desde 1939, ao encargo de alguns poucos simpatizantes que zelaram por sua conservação, por incumbência da IPB. Inicialmente foram os médicos Salvador Petrucci e Vitório Veloso, o último afastando-se na década seguinte. Na década de 1950, os engenheiros agrônomos Moisés Westphalen e Mozart Pereira Soares passaram a colaborar com Petrucci, sendo que Westphalen substituiu Petrucci quando este faleceu, na década de 1970. No início dos anos 2000, os responsáveis pela conservação eram Mozart Pereira Soares e Afrânio Capelli. Com as mortes de Mozart Pereira Soares e Afranio Pedro Capelli assumiu a guarda do Templo o apóstolo Érlon Jacques de Oliveira.
O prédio da Avenida João Pessoa é a sede da Igreja Positivista do Rio Grande do Sul, abrindo todos os domingos às 10h para o culto sociocrático. Considerado uma relíquia do estado, apresenta a arquitetura característica da época, e têm em seu acervo muitas raridades. Na entrada do templo está escrito: Os vivos são sempre cada vez mais, governados necessariamente pelos mortos. 
O prédio foi incluído pela Prefeitura Municipal no Inventário dos Bens Imóveis de Valor Histórico e Cultural e de Expressiva Tradição, e foi tombado pelo Instituto do Patrimônio Histórico e Artístico do Estado do Rio Grande do Sul.